# .221 Remington Fireball
El .221 Remington Fireball es un cartucho para pistolas y rifles. Fue diseñado en 1963 por la empresa Remington Arms.

## Historia
A principios de 1960 Remington estaba trabajando en un tipo de pistola basado en un prototipo de arma llamado Remington Model 600. Ellos querían una pistola de alta precisión que se adaptara bien a la competencia. Después de trabajar con el Remington .222 se dieron cuenta de que contenía más pólvora de lo necesario para los cañones más cortos. La decisión sobre la nueva fabricación de este tipo de cartuchos fue tomada por Remington, para basar su nuevo cartucho en una versión acortada. El cartucho ganó cierta popularidad entre los tiradores.
Hoy en día ya no está en producción. Al igual que el .222 y .223, el .221 es muy adecuado para el tiro y presenta casi la misma velocidad y la trayectoria de unas 300 yardas (270 metros).